# Conceição da Feira
Conceição da Feira, amtlich portugiesisch Município de Conceição da Feira, ist eine Kleinstadt im Nordosten des brasilianischen Bundesstaates Bahia in der Region Recôncavo baiano. Sie gehört seit 2011 zur Metropolregion Feira de Santana. Die Entfernung zur Hauptstadt Salvador beträgt 120 km. Die Bevölkerung wurde zum 1. Juli 2019 auf 22.581 Einwohner geschätzt, die auf einer Gemeindefläche von rund 165 km² leben und Conceiçoenser (conceiçoenses) genannt werden.

## Geografie
Umliegende Orte sind São Gonçalo dos Campos, Cachoeira, Governador Mangabeira, Cabaceiras do Paraguaçu und Antônio Cardoso. Es ist in die bairos Centro, Santa Luzia (Baixinha), Pinheiro, Recanto do Paraguaçu, Rocinha und Conceição Velha gegliedert. Es wird der Dialekt Baiano gesprochen.
Das Biom ist Mata Atlântica. Die Stadt hat tropisches Klima, Aw  nach der Klimaklassifikation nach Köppen und Geiger. Die Durchschnittstemperatur ist 23,1 °C. Die durchschnittliche Niederschlagsmenge liegt bei 1110 mm im Jahr. Im Südsommer fallen in Conceição da Feira deutlich weniger Niederschläge als im Südwinter.

## Söhne und Töchter der Stadt
- Eliana Kertész (1945–2017), Bildhauerin